# Coligação Pan-Verde
A Coligação Pan-Verde (chinês tradicional: 泛綠聯盟; chinês simplificado: 泛绿联盟; pinyin: Fànlǜ Liánméng) é uma coligação política informal de Taiwan (República da China), que é composta pelo Partido Democrático Progressista, Partido da Construção do Estado de Taiwan e Partido Social Democrata. A base do Partido do Novo Poder também está estreitamente alinhada com os partidos da Pan-Verde.
O nome é proveniente das cores do Partido Democrático Progressista, que originalmente adotou a cor verde, em parte, devido a sua associação com o movimento antinuclear. 
Em contraste com a Coligação Pan-Azul, a Coligação Pan-Verde é a favor da Independência de Taiwan e contra a reunificação da China. Apesar disso, os membros de ambas as coalizões têm moderado suas políticas para alcançar os eleitores no centro.